# Scopula radiata
Scopula radiata là một loài bướm đêm trong họ Geometridae.